# Toros de Aragua
O Toros de Aragua é uma agremiação profissional de basquetebol situada na cidade de El Limón, Aragua, Venezuela que disputa atualmente a LPB.